# Браун, Пэт Кроуфорд
Пэт Кро́уфорд Бра́ун (англ. Pat Crawford Brown; 29 июня 1929, Нью-Йорк, Нью-Йорк — 2 июля 2019, Корона, Калифорния) — американская актриса, снявшаяся в более чем 170 фильмах и сериалах.

## Жизнь и карьера
Пэт Кроуфорд Браун родилась 29 июня 1929 года в Соединённых Штатах Америки в городе Нью-Йорке. Она тётя певицы Кристины Лавин.
Хотя Браун снялась в более ста фильмах и сериалах, она наиболее известна по роли Айды Гринберг, престарелой соседки, алкоголички и любительницы кошек, в первых четырёх сезонах популярного сериала «Отчаянные домохозяйки». После у неё была постоянная роль в мыльной опере «Главный госпиталь».
В кино она снялась в таких фильмах как «Джонни Мисто, мальчик-волшебник», «Действуй, сестра» и «Действуй, сестра 2», а также «Маленькие великаны», «Роми и Мишель на встрече выпускников», «Силы природы», «Сорвиголова», «Застрял в тебе», «Он, я и его друзья», «Уловки Норбита», «Эльвира — повелительница тьмы» и многих других. Она также появилась в таких сериалах как «Закон Лос-Анджелеса», «Квантовый скачок», «Она написала убийство», «Лоис и Кларк: Новые приключения Супермена», «Женаты... с детьми», «Большой ремонт», «Скорая помощь», «Справедливая Эми», «Девочки Гилмор» и т. д.

## Избранная фильмография
| Год       |   | Русское название                 | Оригинальное название    | Роль          |
| --------- | - | -------------------------------- | ------------------------ | ------------- |
| 2002      | с | Баффи — истребительница вампиров | Buffy the Vampire Slayer | старушка      |
| 2004—2007 | с | Отчаянные домохозяйки            | Desperate Housewives     | Айда Гринберг |